# Église San Mattia Apostolo de Murano

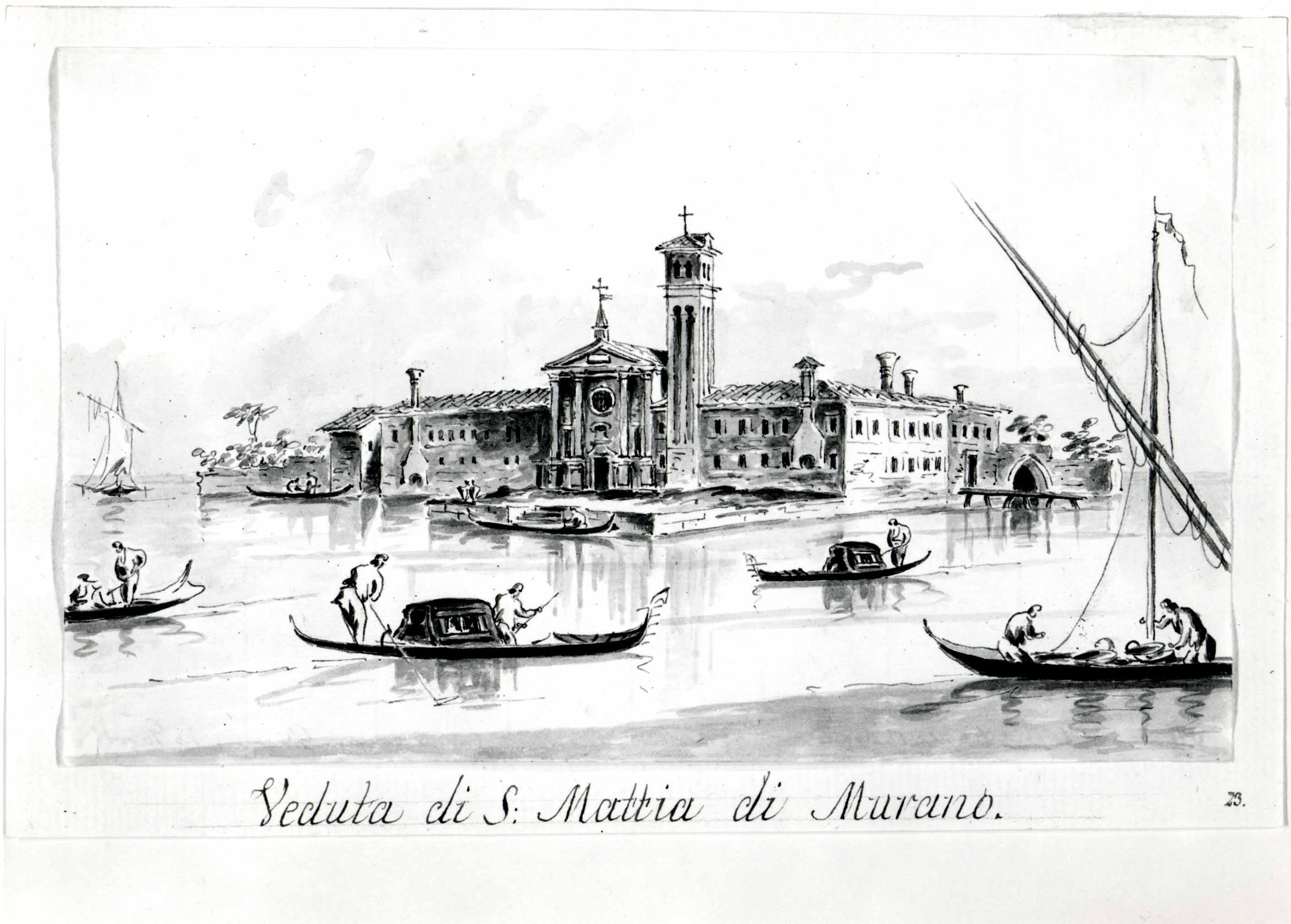
Ancien dessin de San Mattia

L'église San Mattia Apostolo (église Saint Matthias) était une église catholique de Venise, en Italie.

## Localisation
L'église San Mattia était située sur l'île de Murano, près l'îlot septentrional de la Sacca San Mattia.

## Historique
L'église et le couvent, habité par des religieuses jusqu'en 1220, furent cédés en 1243 aux Camaldules, qui les ont administrés si bien et avec tant de lustre, qu'en 1370, six couvents ont été soumis à sa juridiction, et parmi eux San Giovanni Battista della Giudecca. Nous leur devons la réfection de l'église, qui a été élargie dans la première moitié du XVIe siècle et consacrée en 1556.
Dans ce monastère a vécu et a été tué le bienheureux Daniele de Ungrispach.
La communauté a été supprimée le 16 novembre 1806 et déplacée par décret du 28 juillet 1806 à San Michele. Mais la communauté est supprimée définitivement en 1810.